# Głowa Cukru (Wyspa Króla Jerzego)
Głowa Cukru (ang. Sugarloaf Hill) – szczyt na Wyspie Króla Jerzego, na wybrzeżu Cieśniny Bransfielda między półwyspem Rondel a Błękitną Dajką, w pobliżu Wietrznego Lodowca. Leży na terenie Szczególnie Chronionego Obszaru Antarktyki "Zachodni brzeg Zatoki Admiralicji" (ASPA 128). Nazwa, nadana przez polską ekspedycję naukową, pochodzi od kształtu góry, przypominającego głowę cukru. 